# 손정림
손정림(1968년 10월 27일 ~ )은 대한민국의 배우이다.

## 학력
- 유한대학교 기계설계학과

## 출연 작품

### 드라마
- 1997년 KBS2 《웨딩드레스》 - 청소 아줌마 역
- 1999년 SBS 《토마토》 - 정진경 역
- 2004년 SBS 《섬마을 선생님》
- 2007년 코미디TV 《선우재덕의 데미지》 - 김희주 역 (36회 : 주말부부의 은밀한 외도 편)
- 2008년 Q채널 《범죄인간》 - 주영옥 역 (3회 : 위기의 남자 편)
- 2008년 코미디TV 《신해철의 데미지》 - 김미현 역 (72회 : 불륜 보이스 피싱 편)
- 2011년 MBC 《내 마음이 들리니》 - 가사도우미 역
- 2012년 KBS2 《넝쿨째 굴러온 당신》 - 장수빵집 손님 역
- 2012년 MBC 《아랑사또전》 - 최 대감의 악행을 얘기하러 온 여자 역
- 2014년 MBC 《왔다! 장보리》 - 약사 역
- 2018년 MBN 《기막힌 이야기 실제상황》 - 김화영 역 (272회 : 위험한 하룻밤의 진실)
- 2022년 JTBC 《클리닝 업》 - 복기 역